# Bărbătești (okręg Gorj)
Bărbătești – wieś w Rumunii, w okręgu Gorj, w gminie Bărbătești. W 2011 roku liczyła 505 mieszkańców.